# Janina Immakulata Adamska
Maria Immakulata od Ducha Świętego OCD (właśc. Janina Adamska; ur. 11 lipca 1922 w Ostrowie Wielkopolskim, zm. 24 lipca 2007 w Bornem Sulinowie) – polska karmelitanka bosa, znawczyni i tłumaczka dzieł Edyty Stein, autorka książek o duchowości karmelitańskiej, kandydatka na ołtarze. 

## Życiorys
Jej ojciec Jan był powstańcem wielkopolskim. Ukończyła studia z filologii klasycznej na UAM. W 1948 roku wstąpiła do Karmelu w Poznaniu, gdzie złożyła śluby zakonne 11 lutego 1950 roku. Później mieszkała i pracowała w nowo fundowanych klasztorach karmelitanek bosych w Elblągu (1974), Gdyni Orłowie (1980) i Bornem Sulinowie (1997). Jako formatorka i mistrzyni nowicjatu wychowała całe pokolenie karmelitanek.

## Badania nad myślą Edyty Stein
Janina Immakulata Adamska była jedną z pierwszych badaczek zajmujących się myślą św. Edyty Stein (s. Teresy Benedykty od Krzyża). Uważała Stein za prekursorkę nowej ewangelizacji, która wyznaczyła drogę do odnowy duchowości. Przetłumaczyła zasadniczy korpus jej dzieł. Pracę nad przekładami rozpoczęła w wieku 45 lat. Zachował się jej list z listopada 1967 roku do niemieckiego wydawnictwa Herder, w którym – w uniżonym tonie, jako „małe dziecko Karmelu” i „biedna zakonnica” – prosiła o przysłanie oryginałów 4 dzieł z wydania krytycznego Edith Steins Werke. Obiecywała je „w skromnej części” (ok. 500 stron) przetłumaczyć, a skromne honorarium przeznaczyć na rzecz wspólnoty. Mimo że list wysłała pod niewłaściwy adres, otrzymała zgodę i książki, a ostatecznie dokonała przekładów 16 tomów jej pism. W jej tłumaczeniu ukazały się m.in. Dzieje pewnej rodziny żydowskiej, Autoportret z listów, Twierdza duchowa, Byt skończony a byt wieczny, Wiedza Krzyża. Była także autorką opracowań poświęconych tej postaci, takich jak Święta Edyta Stein, Mądrość miłości, Sól ziemi, Błysk głębi. 

## Inne publikacje
Siostra Immakulata Adamska znana jest także z książek poświęconych duchowości karmelitańskiej i świętym Karmelu oraz setek artykułów, m.in. w czasopismach „Pastores”, „Vita Consecrata”, „Zeszyty Karmelitańskie”, „Życie Duchowe”.